# 刘轶冰
刘轶冰（1975年4月16日—），是中国已退役的足球运动员，司职后卫。

## 职业生涯
刘轶冰早期曾经效力于北京首钢、云南天元、大连毅腾等球队，1999年转会到广州松日。2000年，广州松日从中国足球甲B联赛降级后解散，此时松日还拖欠广州足协600万元。广州足协最终决定放弃600万欠款，而是将松日队的刘轶冰、温小明、霍日宁、黎梓菲、冯民智、周文栋和刘醒等7名球员纳入旗下的广州吉利作为抵押。2006赛季结束后，刘轶冰被广州队挂牌。他在2007年加盟上海七斗星，并在那里结束职业足球生涯。